# Заніц
Заніц (нім. Sanitz) — громада в Німеччині, розташована в землі Мекленбург-Передня Померанія. Входить до складу району Росток.
Площа — 82,37 км2. Населення становить 6310 ос. (станом на 31 грудня 2020).